# Юруково (дем Лерин)
 Тази статия е за селото в Гърция.  За селото в България вижте Юруково.  
Юру̀ково (на гръцки: Γιουρούκι, Юруки) е село в Република Гърция, в дем Лерин (Флорина), област Западна Македония.

## География
Селото е разположено в източната част на Леринското поле на 23 километра североизточно от демовия център Лерин (Флорина), в близост до границата със Северна Македония. Юруково е традиционно долна махала на село Крушоради.

## История
В началото на XX век Юруково е чисто българско село в Леринска каза. В 1900 година според Васил Кънчов („Македония. Етнография и статистика“) в Юрокъ (Юроково) живеят 216 българи християни.
Преброявания
- 2001 - 49 души
- 2011 - 31 души

## Личности
Починали в Юруково
- Дине Клюсов (? – 1902), български революционер